# Ludwig von Schröder (General)
Ludwig Karl Hermann Schröder, seit 1912 von Schröder, (* 12. September 1884 in Kiel; † 28. Juli 1941 in Hohenlychen) war ein deutscher Vizeadmiral und zuletzt General der Flakartillerie, SS-Gruppenführer sowie Militärbefehlshaber Serbien im Zweiten Weltkrieg.

## Leben
Er war der Sohn des späteren Admirals Ludwig von Schröder und dessen Ehefrau Anna, geborene Lemcke. Gemeinsam mit seinen jüngeren Geschwistern Annaliese und Ursula wuchs er in Kiel auf.
Am 1. April 1903 trat Schröder als Seekadett in die Kaiserliche Marine ein und absolvierte seine Schiffsausbildung auf dem Schulschiff Moltke. Ein Jahr später kam er auf die Marineschule und wurde am 15. April 1904 zum Fähnrich zur See ernannt. Nach Abschluss seiner Ausbildung wurde er dem Ostasiengeschwader zugeteilt und kam an Bord des Schweren Kreuzers Hansa, mit dem er im Oktober 1906 nach Deutschland zurückkehrte. Bis 3. April 1907 kam er an Bord des Linienschiffes Kaiser Karl der Große. Anschließend wurde er auf verschiedenen Schiffen als Wachoffizier verwendet.
Bei Ausbruch des Ersten Weltkriegs war er Oberleutnant zur See (seit 27. März 1909) in dieser Funktion auf dem Linienschiff Preußen, dem Flaggschiff des II. Geschwaders der Hochseeflotte, tätig. Nach seiner Beförderung zum Kapitänleutnant am 27. Januar 1915 erfolgte am 13. April 1915 seine Versetzung, ebenfalls als Wachoffizier, auf das Großlinienschiff Markgraf. Am 15. Juli 1917 wechselte Schröder zum Marinekorps Flandern, das unter dem Oberbefehl seines Vaters stand.
Nach Kriegsende erfolgte am 6. November 1919 seine Verabschiedung aus der Marine. Schröder wurde jedoch am 27. August 1920 reaktiviert und in die Reichsmarine aufgenommen. 1921 übernahm er als Leiter die Reichsmarinedienststelle in Lübeck und wurde am 1. Mai 1922 zum Korvettenkapitän befördert. Ab 22. September 1924 kam Schröder auf das Linienschiff Hessen und wurde bis 24. September 1928 zunächst als Artillerieoffizier, dann als Erster Offizier eingesetzt. Anschließend kam er als 2. Admiralstabsoffizier zum Flottenkommando und wurde am 1. Dezember 1928 Fregattenkapitän.
Am 12. Oktober 1929 erhielt Schröder mit dem Kleinen Kreuzer Amazone sein erstes Kommando und übernahm in gleicher Funktion am 15. Januar 1930 den Leichten Kreuzer Köln. Auf ihm erhielt er die Beförderung zum Kapitän zur See am 1. Oktober 1930. Schröder gab das Kommando am 27. September 1932 ab und wurde Standort- und Hafenkommandant von Kiel. Zeitgleich ernannte man ihn am 1. Februar 1934 zum Zweiten Admiral der Ostsee und beförderte ihn am 1. Oktober zum Konteradmiral. Als solcher war er vom 2. Januar 1934 bis 30. September 1937 Kommandant der Befestigungen der pommerschen Küste und schied mit diesem Datum unter gleichzeitiger Verleihung des Charakters als Vizeadmiral aus der Kriegsmarine aus.
Schröder trat daraufhin am 1. Dezember 1937 in die Luftwaffe im Rang eines Generalleutnants ein. Am 23. Dezember 1937 wurde er Vizepräsident des Reichsluftschutzbundes und am 30. Mai 1939 dessen Präsident, nachdem er am 1. April zum General der Flakartillerie befördert worden war.
Schröder war bereits zum 1. Oktober 1937 als Brigadeführer der SS beigetreten (SS-Nummer 288.517). Zum 20. April 1941 wurde er zum SS-Gruppenführer ernannt. Bis 30. Mai 1941 war er Präsident des Reichsluftschutzbundes.
Als Militärbefehlshaber Serbien veranlasste er am 31. Mai 1941 eine Judendefinition, wonach Juden und Zigeuner zu registrieren und mit einer gelben Armbinde zu versehen waren. Zudem durften sie keine freien Berufe ausüben, wurden aus dem öffentlichen Dienst und privaten Betrieben ausgeschlossen und zur Zwangsarbeit herangezogen. Weiter wurden jüdische Vermögenswerte registriert, zur Erleichterung der späteren „Arisierung“ (Entjudung). Mit diesen Anordnungen Schröders wurden die antijüdischen Verfolgungsmaßnahmen im gesamten serbischen Besatzungsgebiet vereinheitlicht.
Schröder starb im SS-Lazarett Hohenlychen, wohin er nach einem Flugzeugunfall in Belgrad am 23. Juli transportiert worden war. Er hinterließ neben seiner Frau Marie, geborene Fooken, die drei Kinder Ursula, Ludwig und Eva-Maria.

## Auszeichnungen
- Kronenorden IV. Klasse am Bande der Rettungsmedaille[3]
- Eisernes Kreuz (1914) II. und I. Klasse[3]
- Ritterkreuz des Königlichen Hausordens von Hohenzollern mit Schwertern[3] am 15. Juni 1918
- Preußische Rettungsmedaille am Bande[3]
- Hanseatenkreuz Hamburg[3]
- Friedrich-August-Kreuz II. und I. Klasse[3]
- Hanseatenkreuz Bremen[3]
- Eiserner Halbmond[3]